# Saint-Georges-de-Montclard
Saint-Georges-de-Montclard település Franciaországban, Dordogne megyében. Lakosainak száma 279 fő (2022. január 1.). Saint-Georges-de-Montclard Saint-Martin-des-Combes, Lamonzie-Montastruc, Campsegret, Clermont-de-Beauregard, Saint-Félix-de-Villadeix és Liorac-sur-Louyre községekkel határos.

## Népesség
A település népessége az elmúlt években az alábbi módon változott:
| Lakosok száma | 273  | 262  | 258  | 261  | 284  | 292  | 291  | 287  | 280  | 279  |
|               | 1968 | 1982 | 1990 | 2006 | 2013 | 2015 | 2017 | 2019 | 2020 | 2022 |